# Khuit I
Khuit I (Ḫwj.t) va ser una reina egípcia que va viure a mitjans de la V dinastia. L'egiptòleg austríac Wilfried Seipel va suggerir que seria una esposa del faraó Menkauhor.
| x | w | i | t |

| x | w | i | t |

Va ser enterrada a la mastaba D 14 a Saqqara. La seva tomba va ser identificada per primera vegada per Auguste Mariette a finals del segle xix. Va lliurar una estela de porta falsa que estava coberta d'estuc que es va desintegrar poc després del seu descobriment destruint la inscripció dedicatòria i potser els noms dels seus pares o almenys el del seu marit reial. Tanmateix, altres parts decorades de la mastaba van sobreviure i van donar a la reina títols que garanteixen el seu estatus reial.
Se la descriu com a una "Filla del Rei de la seva carn" al tambor de la porta d'accés a la seva capella funerària, fet que la converteix en una princesa de sang reial. Tanmateix les inscripcions de la seva tomba no revelen els noms de governants de la seva època. amb qui estava vinculada. Sovint s'afirma que Khuit I podria haver estat una esposa del faraó Menkaouhor, sense gaires garanties.
Basant-se en les dades de les tombes que envolten l'enterrament de Khuit, Seipel també argumenta que va viure a mitjans de la V dinastia. Procedint per eliminació, Seipel va atribuir reines conegudes a cada rei del període, la qual cosa només va romandre Menkauhor com a espòs d'ella. Tanmateix l'egiptòleg francès Michel Baud ha criticat aquests arguments, ja que assenyala que els faraons podrien haver tingut més d'una reina. Una altra reina amb el nom de Meresankh IV se la considera més habitualment l'esposa de Menkauhor i, per tant, podria haver estat contemporània de Khuit.
Khuit tenia els títols següentsː
- "Gran dels hetes-sceptre (wrt-hetes),
- La que veu Horus i Seth (m33t-hrw-stsh)
- Gran de lloances
- Dona del Rei
- Dona del Rei, la seva estimada,
- Assistent del Gran
- Filla del Rei